# Salassa (saturniídeos)
Salassa (Bombycidae) é um gênero de mariposa pertencente à família Bombycidae.